# Rupertiweg

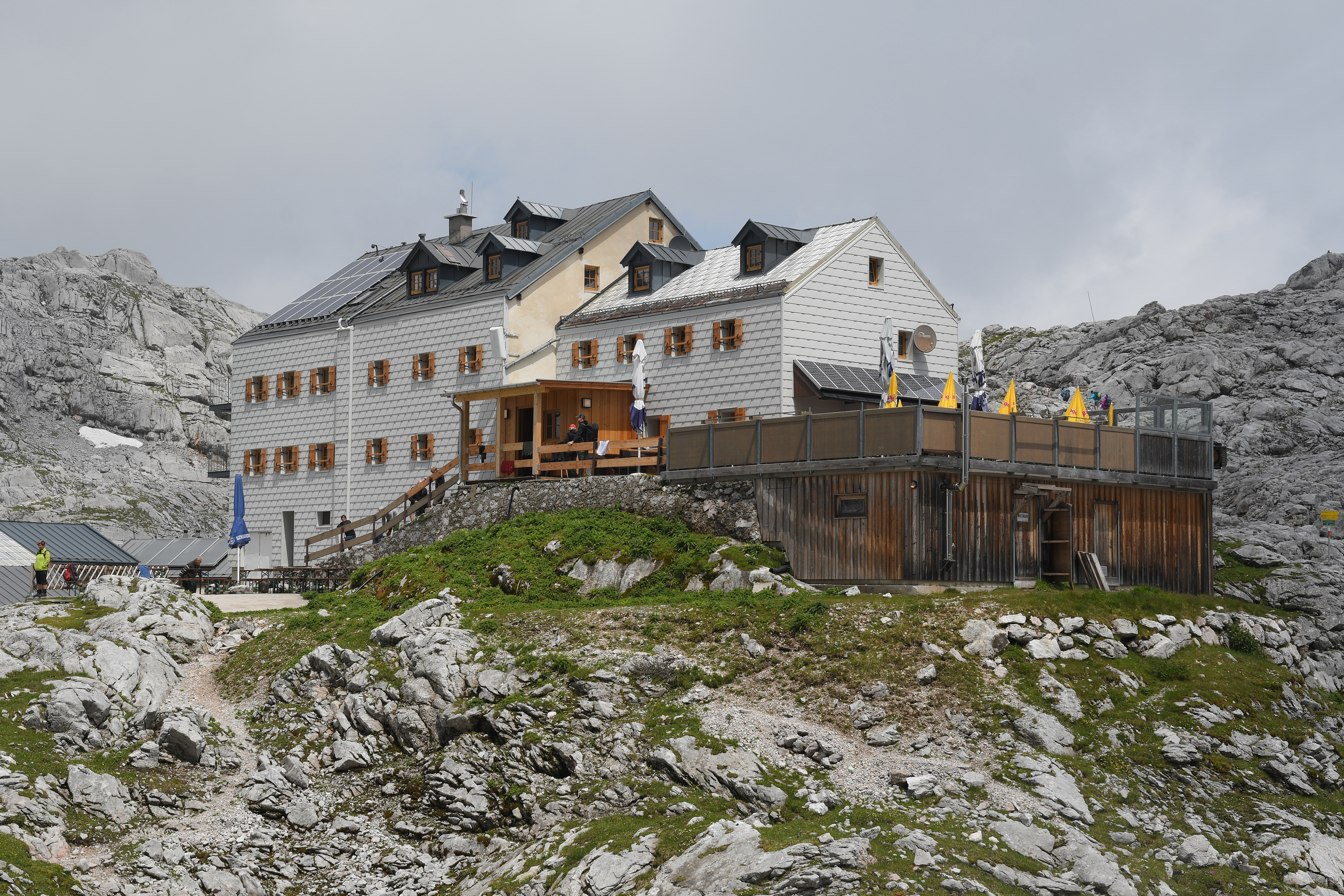
Das Riemannhaus am Steinernen Meer

Der Rupertiweg (auch Österreichischer Weitwanderweg 10) ist ein Weitwanderweg in Österreich vom Bärenstein zum Nassfeld. Er verläuft durch die Bundesländer Oberösterreich, Salzburg und Kärnten. Weiters führt ein Teil des Wegs durch Bayern. Der Name Rupertiweg leitet sich von Rupert von Salzburg, dem Schutzpatron des Landes Salzburgs ab. Für die Durchwanderung des rund 560 km langen Weitwanderwegs sind rund 25 Tage zu veranschlagen.

## Verlauf
Von der markanten Gipfelformation des Bärensteins führt der Weg nach Süden. Auf dem Weg durch das Mühlviertel werden die Orte Aigen-Schlägl, Peilstein und Oberkappel passiert. Nahe Niederranna wird die Donau überquert und über Andorf Haag am Hausruck erreicht. Hausruck und Kobernaußerwald werden überschritten, von Mattighofen geht es nach Ostermiething am Ufer der Salzach. Über den Haunsberg wird die Wallfahrtskirche Maria Plain erreicht, von wo eine Route durch die Stadt Salzburg, eine andere hingegen über den Gaisberg führt.
Gilt der Rupertiweg bis hierher als ganzjährig begehbar, beginnt am Fuße des Untersbergs der alpine Teil des Wegs. Salzburger und Berchtesgadener Hochthron werden überschritten, von Berchtesgaden der Königssee per Schiff übersetzt. Von St. Bartholomä geht es hinauf zum Kärlingerhaus und durch das Steinerne Meer zum Riemannhaus. Von Maria Alm wird der Hundstein bestiegen, danach bei Taxenbach ein zweites Mal der Lauf der Salzach gekreuzt.

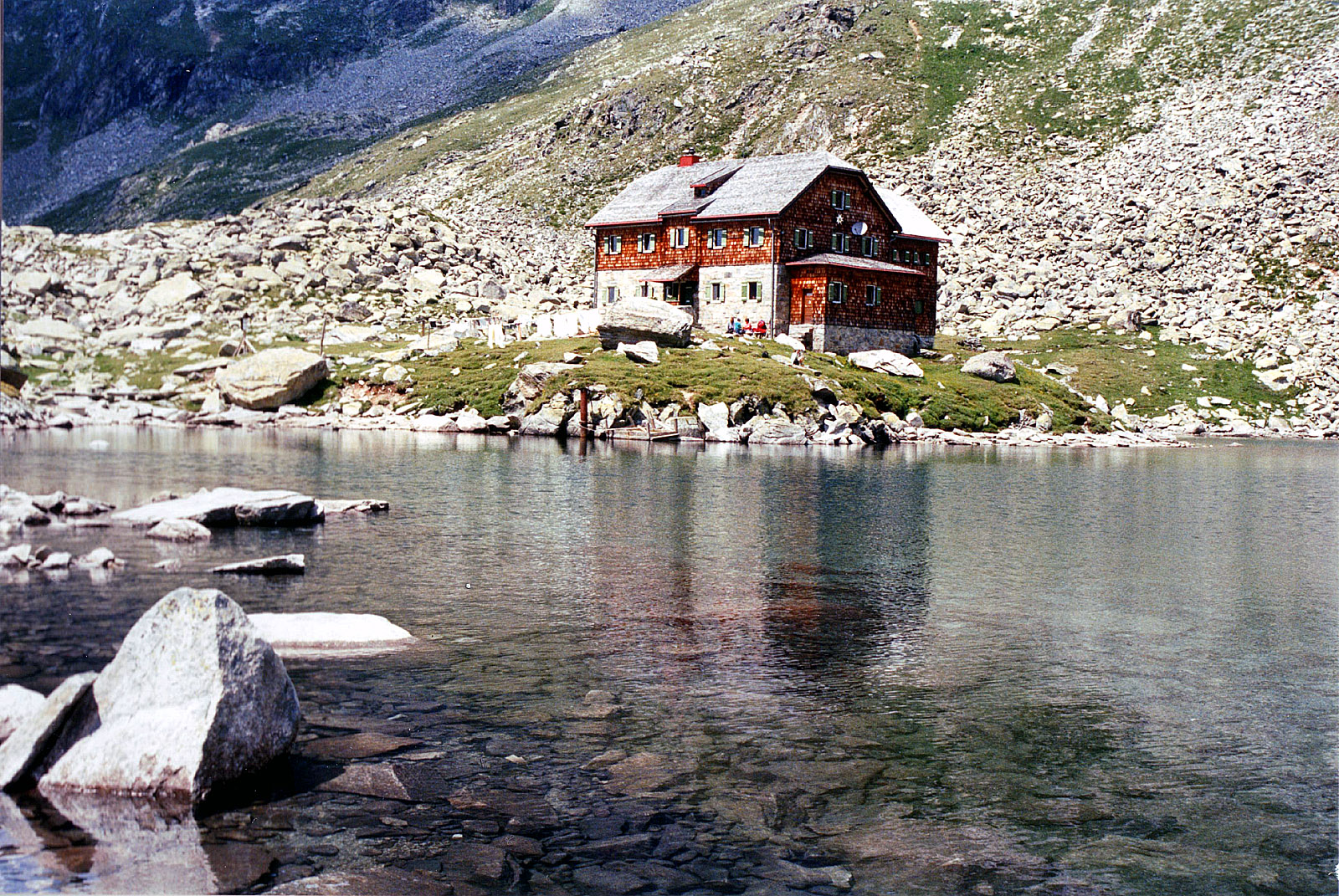
Das Arthur-von-Schmid-Haus am Dösener See

Durch die Kitzlochklamm wandert man ins Rauriser Tal und wechselt über die Seebachscharte wird ins Gasteinertal, von wo der Aufstieg zur direkt auf dem Alpenhauptkamm gelegenen Hagener Hütte beginnt. Dort wird auch der Zentralalpenweg gekreuzt. Von Mallnitz führt der Weg zum Arthur-von-Schmid-Haus, über den langen und einsamen Reißeck-Höhenweg gelangt man zur Reißeckhütte und über die Rossalmscharte nach Spittal an der Drau.
Der letzte Abschnitt führt durch die Latschurgruppe, über das Goldeck zum Weißensee. Von Hermagor wird schließlich der abschließende Aufstieg auf das Nassfeld in Angriff genommen. Der Rupertiweg endet direkt auf der Passhöhe, dort trifft er auch auf den Südalpenweg.
Inn- und Salzachuferweg
Südlich der Donauquerung bei Niederranna zweigt beim Gehöft Mittelbach eine Variante nach Westen ab. Über St. Aegidi wird in den Sauwald (höchster Gipfel: Haugstein) und nach Schardenberg gewandert. Ab dort orientiert sich die Route weitestgehend am Verlauf des Inns, bis schließlich über Schärding und Braunau die Einmündung der Salzach erreicht wird. Nun wird dieser flussaufwärts gefolgt, bis in Ostermiething der Zusammenschluss mit der Hauptroute erfolgt.

## Markierung

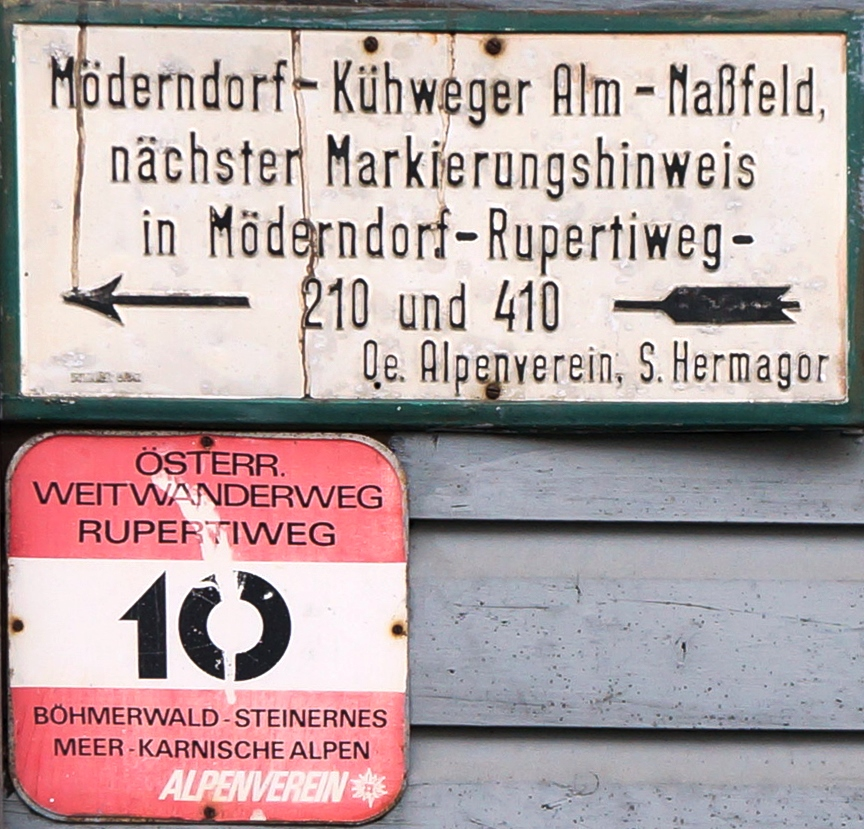
Markierungstafeln des Rupertiwegs

Der Weg ist mit den Farben rot-weiss-rot sowie der Wegnummer 10 beschildert. Teilstrecken sind mit 110, 210, 410, 510 und 810 (z. B. im Mühlviertel mit 110) gekennzeichnet. Die Nebenroute entlang der Ufer von Inn und Salzach führt die Nummer 810A.
Der Verlauf des Voralpenwegs wird durch die alpinen Vereins Österreichs und Deutschlands festgelegt, Ansprechpartner und Auskunftsstelle ist die Sektion Weitwanderer des Österreichischen Alpenvereins, dort kann nach Begehung des Weges ein Abzeichen bezogen werden.

## Europäischer Fernwanderweg E10
Gemeinsam mit dem westlichen Teil des Südalpenweges bildet der Rupertiweg den Österreichischen Abschnitt des Europäischen Fernwanderwegs E10, wobei die Markierungen des E10 nur gelegentlich zusätzlich zu den beiden genannten Wegen angebracht sind.